# LKM V 10 B
Die V 10 B waren normalspurige Diesellokomotiven, welche speziell für Werk- und Anschlussbahnen konzipiert wurden. Die Lokomotiven wurden im Lokomotivbau Karl Marx Babelsberg (LKM) gebaut.

## Geschichte
Die Lokomotive war eine Weiterentwicklung des Typs N4, der bis 1957 geliefert wurde. Das Antriebskonzept wurde von dieser Lokomotive übernommen. Sie weist sehr starke, technische Ähnlichkeiten mit ihrem Schmalspurpendant, der V 10 C, auf. Diese hat allerdings eine Treibachse mehr. Auf Basis der V 10 B entstanden später die leistungsstärkeren Lokomotiven der Baureihe V 15.
Geliefert wurden die Lokomotiven nach Jugoslawien, Ungarn und Rumänien, aber auch nach China, Ägypten und Syrien. Außerdem waren sie bei vielen Industriebetrieben der DDR im Einsatz. Die Deutsche Reichsbahn erhielt dagegen keine fabrikneuen Lokomotiven.

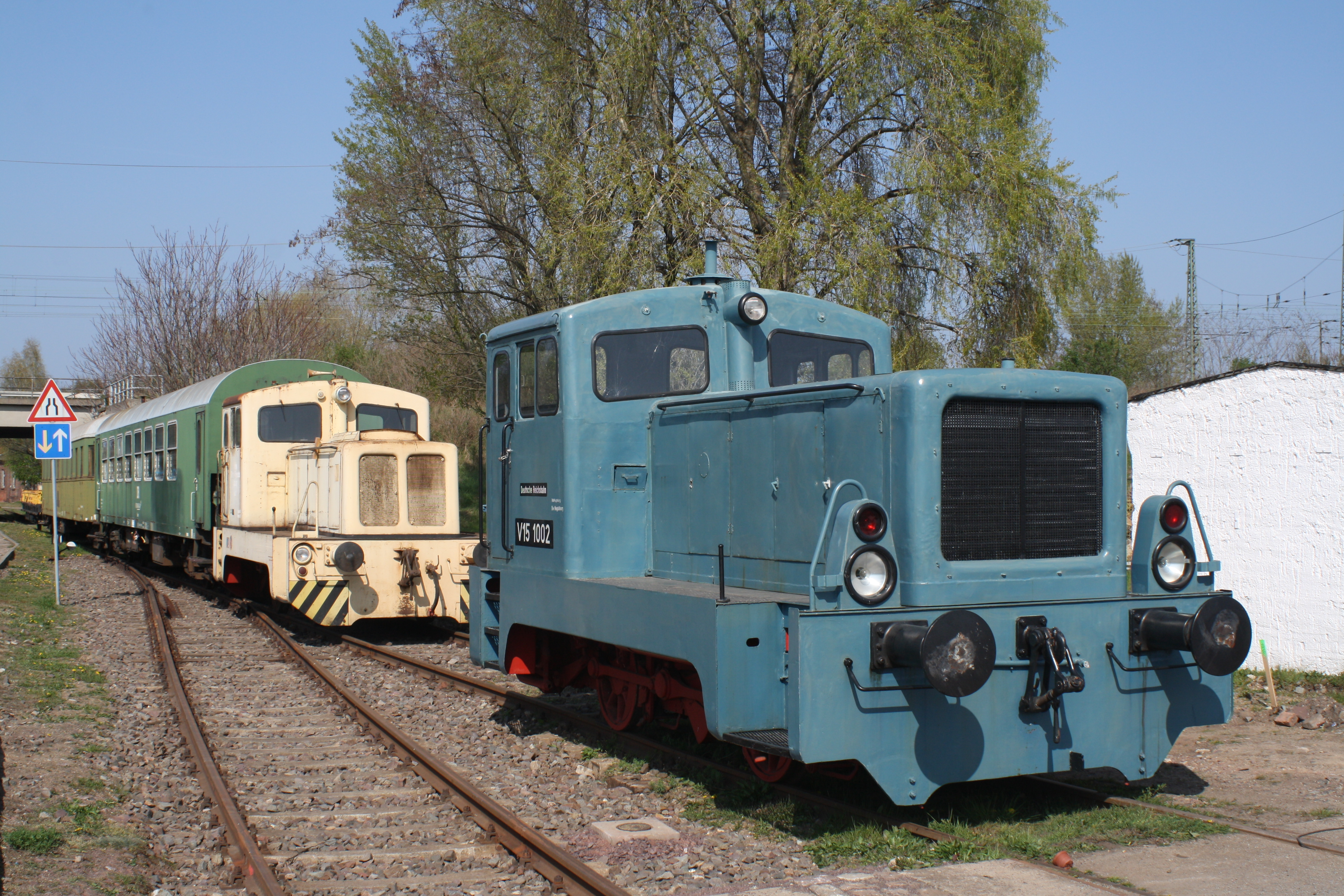
Loks der Baureihen V 10 B (hinten) und V 15 (vorne) der Magdeburger Eisenbahnfreunde e. V.
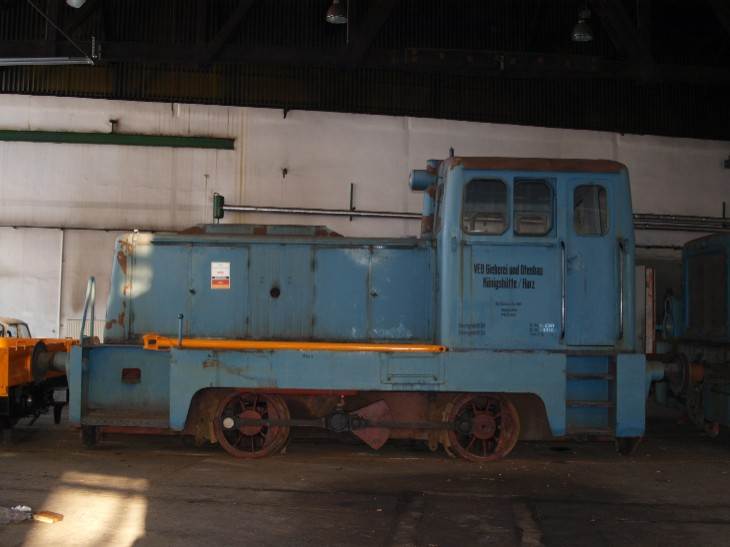
Lok der Baureihe V 10 B im Bahnbetriebswerk Vacha
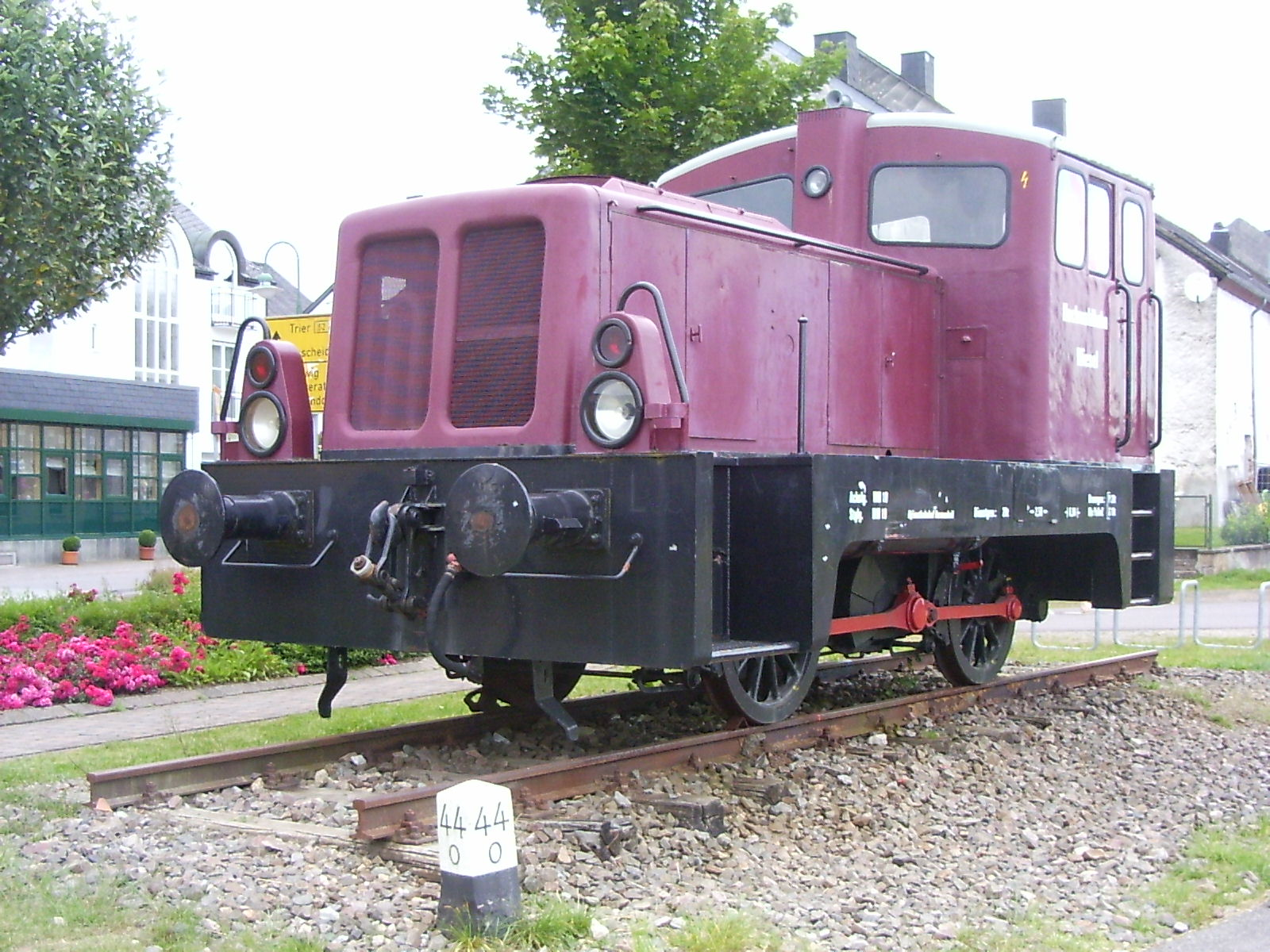
Denkmal-Lok am ehemaligen Bahnhof Reinsfeld, Rheinland-Pfalz